# Svenska mästerskapen i längdskidåkning 1959
Svenska mästerskapen i längdskidåkning 1959 arrangerades i Skellefteå.

## Medaljörer, resultat

### Herrar
| Gren              | Guld                                                           | Guld                                                           | Silver            | Silver  | Brons           | Brons      |
| 15 km             | Sixten Jernberg                                                | Lima IF                                                        | Gunnar Samuelsson | Lima IF | Lennart Larsson | SK Järven  |
| 30 km             | Assar Rönnlund                                                 | IFK Umeå                                                       | Gunnar Samuelsson | Lima IF | Sixten Jernberg | Lima IF    |
| 50 km             | Rolf Rämgård                                                   | Älvdalens IF                                                   | Sixten Jernberg   | Lima IF | Sune Larsson    | Oxbergs IF |
| Stafett 3 x 10 km | Lima IF (John-Erik Eggens, Sixten Jernberg, Gunnar Samuelsson) | Lima IF (John-Erik Eggens, Sixten Jernberg, Gunnar Samuelsson) |                   |         |                 |            |
| Lagtävling 15 km  | Lima IF                                                        | Lima IF                                                        |                   |         |                 |            |
| Lagtävling 30 km  | Lima IF                                                        | Lima IF                                                        |                   |         |                 |            |
| Lagtävling 50 km  | Lima IF                                                        | Lima IF                                                        |                   |         |                 |            |

### Damer
| Gren             | Guld                                                      | Guld                                                      | Silver                      | Silver       | Brons                       | Brons        |
| 5 km             | Sonja Edström                                             | Luleå SK                                                  | Toini Gustafsson            | IFK Likenäs  | Anna-Lisa Eriksson-Bergsten | Selångers SK |
| 10 km            | Sonja Edström                                             | Luleå SK                                                  | Anna-Lisa Eriksson-Bergsten | Selångers SK | Toini Gustafsson            | IFK Likenäs  |
| Stafett 3 x 5 km | Vårby IK (Ulla Pettersson, Laila Hägglund, Märta Norberg) | Vårby IK (Ulla Pettersson, Laila Hägglund, Märta Norberg) |                             |              |                             |              |
| Lagtävling 5 km  | Selångers SK                                              | Selångers SK                                              |                             |              |                             |              |
| Lagtävling 10 km | Selångers SK                                              | Selångers SK                                              |                             |              |                             |              |

### Webbkällor
- Svenska Skidförbundet